# Cyornis glaucicomans
El papamoscas de Yunnan (Cyornis glaucicomans) es una especie de ave paseriforme de la familia Muscicapidae propia de China y la península malaya. Anteriormente se consideraba una subespecie del papamoscas gorgiazul.

## Distribución y hábitat
Es un pájaro migratorio que cría en el sur y el interior de China (Sichuán, Guizhou, el norte de Yunnan, el oeste de Hubei y Shaanxi), y se desplaza al sur para pasar el invierno en la península malaya.